# Ignacy Liss
Ignacy Liss (ur. 16 lutego 1998) – polski aktor.

## Życiorys
Na ekranie zadebiutował w 2019 roku w drugoplanowej roli Kamila w serialu TVP2 pt. Lepsza połowa.
W 2021 roku w serialu Netfliksa Otwórz oczy wcielił się w jedną z głównych postaci – Adama. Od 2023 roku odgrywa główną rolę, Lucjana w serialu komediowym Polsatu pt. Teściowie.
Jest absolwentem Akademii Teatralnej im. Aleksandra Zelwerowicza w Warszawie, dyplom uzyskał w 2022 roku.
Największą popularność przyniosła mu rola hrabiego Leszka Czyńskiego w adaptacji Znachora na zlecenie platformy Netflix (2023).
Od 2023 roku występuje w Teatrze Polskim w Warszawie.

### Życie prywatne
Jest siostrzeńcem aktorki Aleksandry Justy.

## Filmografia
| Rok       | Tytuł                    | Rola                          | Uwagi           |
| --------- | ------------------------ | ----------------------------- | --------------- |
| 2019–2021 | Lepsza połowa            | Kamil, syn Joli i Marka       |                 |
| 2019      | Wojenne dziewczyny       | Piotr                         | odc. 31         |
| 2019      | Spisek                   | Jacek                         |                 |
| 2019      | Efekt                    |                               |                 |
| 2019      | Krzyżówka                |                               |                 |
| 2019      | Biegnij                  |                               |                 |
| 2019      | Schronienie              | Marcin                        |                 |
| 2020      | Ludzie i bogowie         | Janek                         | odc. 11         |
| 2020      | Osiecka                  | Ludwik Wawrzyniak             | odc. 1, 2       |
| 2020      | Przepustka               | Tomek                         |                 |
| 2020      | Chyłka. Rewizja          |                               | odc. 7          |
| 2020      | Zieja                    | Krzysiek                      |                 |
| 2020      | Gwiezdne wojny: Andor    |                               | dubbing polski  |
| 2020      | Komisarz Alex            | Maks Adamski                  | odc. 168        |
| 2021      | Krucjata                 | Jacek, syn Kotarbowej         | odc. 2          |
| 2021      | Erotica 2022             | Dawid                         | cykl Niedźwiedź |
| 2021      | Otwórz oczy              | Adam                          |                 |
| 2022      | Zadra                    | Bartek Bystroń                |                 |
| 2022      | Warszawianka             | barman Karol                  |                 |
| 2022      | Marzec ’68               | Janek Wolicki                 |                 |
| 2022      | Iskry                    |                               |                 |
| 2022      | Followers. Odpalaj lajwa | Adam                          |                 |
| od 2023   | Teściowie                | Lucjan Ledwoń                 |                 |
| 2023      | Fanfik                   | Maks                          |                 |
| 2023      | World's Best             | Gabe                          | dubbing polski  |
| 2023      | Znachor                  | hrabia Leszek Czyński         |                 |
| 2023      | Sortownia                | Tomek                         |                 |
| 2023      | Miłość ma cztery łapy    | Kacper                        |                 |
| 2023      | Kres niewinności         | Janek Wolicki                 |                 |
| 2024      | Idź pod prąd             | Eugeniusz Olejarczyk „Siczka” |                 |
| 2024      | Światłoczuła             | Robert                        |                 |
| 2024      | Those About to Die       | Kwame                         | Dubbing polski  |